# Discromatosi universale ereditaria
La discromatosi universale ereditaria è una sindrome a trasmissione autosomica recessiva caratterizzata da macule iperpigmentate e ipopigmentata diffuse su tutto il corpo.

## Epidemiologia
Si tratta di una sindrome estremamente rara.

## Eziopatogenesi
La discromatosi universale ereditaria di tipo I (DUH1) è causata da mutazioni in un gene non identificato nel locus 6q24.2-q25.2, il tipo 2 (DUH2) da mutazioni nel locus 12q21-q23a e il tipo 3 (DUH3) da utaizoni del gene ABCB6 nel locus 2q35, che codifica per un trasportatore transmembrana della famiglia delle ATP-binding cassette.

## Clinica
La patologia si manifesta durante la prima infanzia. È caratterizzata da macule iperpigmentate e ipopigmentate diffuse su tutto il corpo con risparmio dei palmi delle mani e delle piante dei piedi. I pazienti possono presentare alterazioni dei capelli e delle unghie e complicanze ematologiche, oculari e neurologiche.

## Diagnosi
La diagnosi è clinica.

## Trattamento
Non è disponibile alcun trattamento per questa sindrome.